# 丸尾結子
丸尾 結子（まるお ゆうこ）は、日本の造形作家。東京都生まれ。
女子美術大学短期大学部造形学科専攻科修了。
白くきめ細やかな仕上がりのストーンクレイ（石粉粘土）を用いた立体造形の作品を主に制作している。有機的で柔らかい印象の「いきもの」的な作品や世界観を表現した作品が多い。
2011年よりクリエイティブプロジェクト「Geee」（Gopha inc.がプロデュース）の中で、「Kitchen Goo-Goo（キッチン・グーグー）」という「料理を作ること、食べることを楽しむプロジェクト」で、キッチンアイテムをモチーフにしたキャラクターデザインと、プロジェクトのベースとなる世界とストーリーをクレイアニメーションで制作。さらにギタリストの渡辺香津美とピアニストでコンポーザーの谷川公子のプロジェクト「Catsle in the Air」のライブにアニメーション映像を提供するなど、立体造形作品の制作と同時に、クレイアニメ作品をはじめ、写真、イラストレーション、グラフィックデザインとジャンルを超えたシームレスな作品を発表。
ほかにも環境事業を展開する企業や地域密着型の商業施設のシンボルとなるキャラクターデザイン、大型サイン造形の制作など多様なアート活動を展開している。
2013年には軽井沢ニューアートミュージアムで初個展となる「After Gooskanpi」展で石粉粘土を主な素材とした白い造形作品シリーズを発表。
2014年に同じく軽井沢ニューアートミュージアムで「Emochim?」展を開催。好評を得る。
2015年には東京・銀座にオープンしたギャラリー「New Art Labo」のオープニング展示を任され、造形作品のほか、身につけるアートとしてのジュエリー作品や、ギャラリーの外壁のための大型造形なども発表。
“Garden”と名付けられたこの展示では作品の発表にとどまらず、展示空間自体の演出として
ミュージシャンであり、サウンドデザイナーでもあるGo Hiyama 氏とのコラボレーションによる展示イベントも開催。
Go Hiyama氏インタビュー
その間、粘土による創作を楽しむワークショップ（http://knam.jp/events/2014/3136/）(http://knam.jp/education/2016/5359/)や、レストランとのコラボレーションによる、丸尾独特のストーリーをベースとした作品展示・料理・音楽を融合したコラボレーション・プロジェクト「jamnical parramo」など、立体造形作品の制作・発表に留まらず多様なステージでその個性を精力的に発信し続けている。
2017年2
月には名古屋で開催される「Art Nagoya 2017」に出品予定。
“丸尾結子”.  軽井沢ニューアートミュージアム. 2017年1月11日閲覧。